# Eva Lauermanová
Eva Lauermanová (* 14. März 1931 in Prag als Eva Vašiková) ist eine ehemalige tschechoslowakische Skilangläuferin.
Lauermanová, die für den Slavia Prag startete, lief bei den Nordischen Skiweltmeisterschaften 1954 in Falun auf den 26. Platz über 10 km und zusammen mit Olga Krasilová und Marie Bartáková auf den fünften Rang mit der Staffel. Zwei Jahre später belegte sie in Cortina d’Ampezzo bei ihrer einzigen Teilnahme an Olympischen Winterspielen den 14. Platz über 10 km und zusammen mit Eva Benešová und Libuše Patočková den sechsten Rang in der Staffel. Bei tschechoslowakischen Meisterschaften siegte sie dreimal über 5 km (1954–1956) und zweimal über 10 km (1952, 1956).